# Karbala
Karbala (arabisk: كَرْبَلَاء, Karbalā’; ofte også kaldet Kerbala) er en irakisk by beliggende ca. 100 km sydvest for Bagdad. 
Byen har 690.100(2014) indbyggere. For shiamuslimer er byen den tredjehelligste kun overgået af Mekka og Medina.
Her er Imam Hussein  og Abbas den Store (halvbror) begravet. De er altså Profeten Muhammeds børnebørn. Mange muslimer besøger deres grave, mest shiiterne fordi det er deres Imam.
Karbala er historisk kendt for Slaget ved Karbala, en blodlig kamp mellem Imam Hussein og Kaliffen Yazid 1.s tropper, som i år 680 brutalt myrdede Imam Hussein og 71 andre af hans folk, deriblandt Imam Husseins 6 måneder gamle søn Ali Asghar. Årsagen til begivenheden var, at Yazid ville have Imam Husseins anerkendelse som kalif, noget som Imam Hussein koldt afviste. Stridighederne startede d. 7 Muharram efter den islamiske kalender, hvor Yazids tropper spærrede adgangen til floden Eufrat, hvor folket plejede at komme for at hente vand. Den 10 Muharram blev slaget udkæmpet. Hvert år mindes shiiterne begivenheden, som også kaldes Ashura, over hele verden. 